# Bătălia de pe Marița
Bătălia de pe Marița sau Bătălia de la Cernomen (sârbă: Маричка битка, бој код Черномена, bulgară: Битката при Марица, битката при Черномен, turcă: Çirmen Muharebesi, İkinci Meriç Muharebesi) a fost o confruntare între armatele Țaratului Sârb și cele ale Imperiului Otoman pe 26 septembrie 1371. Bătălia a avut loc pe râul Marița, în apropriere de Cernomen, în Grecia de astăzi.
Armata sârbă a fost condusă de regele Vucașin Mrniavcevici și fratele acestuia, despotul Uglieșa Mrniavcevici, iar cea otomană de Lala Șahin Pașa și Gazi Evrenos.
Din nefericire, o relatare istorică contemporană a bătăliei lipsește. Conform legendei, Vukašin a fost surprins de faptul că turcii sunt cu totul depășiți numeric și a decis să ridice tabăra pentru o noapte înainte de luptă. Otomanii au așteptat și au atacat taberele sârbești într-un atac nocturn și au reușit să obțină o victorie decisivă împotriva tuturor șanselor. Invazia turcă asupra regiunii Raška și a altor provincii feudale sârbe a fost amânată, dar cu costuri mari.

## Bătălia
Armata sârbă număra între 20,000 - 70,000 de oameni. Despotul Uglieșa a dorit organizare unui atac surpriză asupra otomanilor la Adrianopol (Edirne), capitala sultanului, în timp ce Murad se găsea în Anatolia. Armata otomană era mult mai mică. Savantul bizantin Chalcondyles și alte surse ne oferă numărul de 800 de oameni, dar din cauza tactici superioare, prin efectuarea unui raid de noapte în tabăra sârbă, Șahin Pașa a fost în măsură pentru a învinge armata sârbă și să-l ucidă pe regele Vukașin și despotul Uglieșa. Mii de sârbi au fost uciși sau s-au înecat în râul Marița atunci când au încercat să fugă.

## Urmări
Macedonia și părți din Grecia au intrat sub conducerea otomană după această bătălie. Bătălia a fost o parte a campaniei otomane pentru cucerirea Balcanilor. Bătălia a precedat bătălia de la Kosovo Polje din 1389 și a fost una dintre multe bătălii sârbo-otomane.

## Legături externe
- Bătălia de pe Marița Encyclopædia Britannica